# سانمینگ
سانمینگ (به لاتین: Sanming) یک شهر مرکزی در جمهوری خلق چین است که در فوجیان واقع شده‌است.

## خصوصیات
سانمینگ ۲۲٬۹۲۹ کیلومترمربع مساحت و ۲٬۵۰۳٬۳۸۸ نفر جمعیت دارد.

## خواهرخوانده
شهر Budapest XV. District خواهرخواندهٔ سانمینگ هست.